# Scopula cacuminaria
The Frosted Tan Wave (Scopula cacuminaria),là một loài bướm đêm thuộc họ Geometridae. Nó được tìm thấy ở across miền nam Canada, from the Maritimes to miền nam British Columbia, phía nam đến Texas.
Sải cánh dài 18–23 mm. Con trưởng thành bay vào tháng 7 ở Alberta.
Ấu trùng ăn various plants. They have been recorded on lettuce, dandelion và Asteraceae species.